# Apelo à vaidade
O apelo à vaidade é uma falácia lógica que se vale da vaidade do interlocutor para buscar apoio em uma discussão. A adulação é normalmente usada para esconder a verdadeira intenção de uma proposta, causando um momento de distração e enfraquecendo o raciocínio crítico do interlocutor. Pode ser vista como uma forma astuta de argumentum ad consequentiam, onde a consequência é a interrupção da adulação e de apelo à emoção.

## Exemplos
- Você, como um homem culto e instruído, vai compreender a minha proposta. (Neste caso, o interlocutor teme perder a posição de "homem culto e instruído" caso não concorde com a proposta.)
- Sua opinião me decepcionou. Eu esperava mais de você.